# Pambukovica
Pambukovica (Servisch cyrillisch Памбуковица) is een plaats in de Servische gemeente Ub. De plaats telt 1173 inwoners (2002).